# Liste der Kulturgüter in Meiringen
Die Liste der Kulturgüter in Meiringen enthält alle Objekte in der Gemeinde Meiringen im Kanton Bern, die gemäss der Haager Konvention zum Schutz von Kulturgut bei bewaffneten Konflikten, dem Bundesgesetz vom 20. Juni 2014 über den Schutz der Kulturgüter bei bewaffneten Konflikten sowie der Verordnung vom 29. Oktober 2014 über den Schutz der Kulturgüter bei bewaffneten Konflikten unter Schutz stehen.
Objekte der Kategorie A und B sind vollständig in der Liste enthalten, Objekte der Kategorie C fehlen zurzeit (Stand: 20. März 2024). Unter übrige Baudenkmäler sind geschützte Objekte zu finden, die im Bauinventar des Kantons Bern als «schützenswert» verzeichnet sind.

## Kulturgüter
| Foto |                                                                             | Objekt                                            | Kat. | Typ | Standort                                    | Beschreibung |
| ---- | --------------------------------------------------------------------------- | ------------------------------------------------- | ---- | --- | ------------------------------------------- | --- |
| ja   | Datei hochladen · Wikidata zu Reformierte Kirche mit Nebenbauten (Q1720753) | Reformierte Kirche mit Nebenbauten KGS-Nr.: 01059 | A    | G   | Bei der Kirche 2, 4, 6 657370 / 175649      | Im Kern vermutlich aus dem 15. Jahrhundert stammendes Kirchengebäude, bis zur Reformation dem Erzengel Michael geweiht. Sein heutiges Aussehen erhielt er beim Umbau von 1683/84. Das Innere präsentiert sich als weiträumige, dreischiffige Staffelhalle mit hölzernen Rundpfeilern und Gewölbe. Zwischen Kirchengebäude und Kapelle steht befinden sich der freistehende Kirchturm. Daneben steht die Zeughauskapelle von 1486, eine doppelgeschossige, dreiseitig geschlossene Kapelle mit Beinhaus. |
| ja   | Datei hochladen · Wikidata zu Hotel Sauvage (Q19362656)                     | Hotel Sauvage KGS-Nr.: 09050                      | A    | G   | Bahnhofstrasse 30 657270 / 175311           | Das 1879/80 im Stil des Historismus erbaute Hotel ist ein hoch repräsentatives Gebäude aus der Blütezeit des Tourismus im Berner Oberland. Der stattliche Baukörper unter Mansarddach besitzt eine reiche Sandsteingliederung, bestehend aus Eingangsrisalit mit Kolossalpilastern, Fensterrahmungen und Konsolen. Die Innengestaltung ist zum Teil noch original. |
| ja   | Datei hochladen · Wikidata zu Bahnhof Meiringen (Q5544215)                  | Bahnhof KGS-Nr.: 01060                            | B    | G   | Bahnhofplatz 12 656995 / 175400             | 1888 im Auftrag der Bahngesellschaft Jura-Bern-Luzern erbautes repräsentatives Empfangsgebäude an der Brünigbahn (später SBB, heute Zentralbahn). Nach dem Vorbild des Bahnhofs von La Neuveville ist es in einer Mischform aus Schweizerstil und Historismus erbaut und besteht aus einem lang gezogenen Baukörper unter Satteldach mit Quergiebel. |
| ja   | Datei hochladen · Wikidata zu Burgruine Resti (Q1771163)                    | Burgruine Resti KGS-Nr.: 01061                    | B    | F/G | Restiweg 12 657910 / 175346                 | Ruine einer in der Mitte des 13. Jahrhunderts erbauten Höhenburg. Sie war vermutlich Sitz der Ritter von Resti, die Lehensträger der Habsburger waren. Fünfgeschossiger, direkt auf dem Felssporn aufsitzender Turm aus Bruchsteinmauerwerk mit spärlichen Fensteröffnungen. Nachdem die Burg im 16. Jahrhundert verfallen war, wurde sie um 1840 und 1914 rekonstruiert. |
| ja   | Datei hochladen · Wikidata zu Englische Kapelle (Q29673341)                 | Englische Kapelle KGS-Nr.: 01062                  | B    | G   | Bahnhofstrasse 26 657234 / 175351           | 1892 erbautes Kirchengebäude der Church of England für englische Touristen, entstanden unter Verwendung des Mauerwerks des abgebrannten Vorgängerbaus; wird seit 1984 als Museum genutzt. Schlichte neugotische Kapelle unter Satteldach mit Dachreiter und gliedernden Stützpfeilern. |
| ja   | Datei hochladen · Wikidata zu Bauernhaus (Q29673357)                        | Bauernhaus Nr. 915 KGS-Nr.: 01063                 | B    | G   | Isenbolgen, Hauptstrasse 50 656615 / 175740 | Der 1598 erbaute Bauernhaus mit Anbau von 1775 ist ein breit gelagerter Kantholz-Blockbau auf gemauertem Kellersockel. Seine harmonisch proportionierte Hauptfront mit ausgeprägtem Wandvorkrag ist geschossweise auf gerillten Konsolen abgestützt. Reich differenzierte Zierfriese und Flachschnitzereien zieren die repräsentative Schaufront. |
| ja   | Datei hochladen · Wikidata zu Brünigbahn (Q502304)                          | Brünigbahn KGS-Nr.: 05295                         | B    | G   | Brünigstrasse 653676 / 178828               | Siehe auch Brünigbahn auf dem Gemeindegebiet von Lungern (KGS-Nr. 05673) |

## Übrige Baudenkmäler
| ID         | Foto |                                                   | Objekt                                           | Typ | Standort                                    | Beschreibung |
| ---------- | ---- | ------------------------------------------------- | ------------------------------------------------ | --- | ------------------------------------------- | ------------ |
| 5          | BW   | Datei hochladen                                   | Amthaus (1892)                                   | G   | Amthausgasse 8 657209 / 175726              |              |
| 6          | BW   | Datei hochladen                                   | Pfarrhaus (1734–1736)                            | G   | Kirchgasse 21 657327 / 175599               |              |
| 18         | BW   | Datei hochladen                                   | Gemeindeverwaltung (1900)                        | G   | Rudenz 14 657379 / 175252                   |              |
| 179        | BW   | Datei hochladen                                   | Wetterstation (1903)                             | G   | Casinoplatz N.N. 657243 / 175369            |              |
| 212        | BW   | Datei hochladen                                   | Speicher (1774)                                  | G   | Broch 1583 653569 / 169910                  |              |
| 212        | ja   | Datei hochladen                                   | Speicher (1727, rechts)                          | G   | Broch 1588 653737 / 169915                  |              |
| 212        | ja   | Datei hochladen                                   | Speicher (spätes 18. Jh.)                        | G   | Broch 1589 653738 / 169901                  |              |
| 212        | BW   | Datei hochladen                                   | Stall mit rückwärtiger Stube (1. Hälfte 19. Jh.) | G   | Broch 1596 653365 / 169856                  |              |
| 212        | ja   | Datei hochladen                                   | Speicher (1812)                                  | G   | Broch 1597 653374 / 169823                  |              |
| 215        | BW   | Datei hochladen                                   | Hüsenbachbrücke der Brünigbahn (1887)            | G   | Brünigsberg N.N.1 655937 / 176596           |              |
| 215        | BW   | Datei hochladen                                   | Kehlbächlibrücke der Brünigbahn (1887)           | G   | Brünigsberg N.N.2 655747 / 176858           |              |
| 215        | BW   | Datei hochladen                                   | Grossbachbrücke der Brünigbahn (1887)            | G   | Brünigsberg N.N.3 654908 / 177430           |              |
| 225        | BW   | Datei hochladen                                   | Glatthard-Haus (17. Jh.)                         | G   | Rudenz 23 657416 / 175271                   |              |
| 236        | BW   | Datei hochladen                                   | Pfrundscheune (1763)                             | G   | Pfrundmattenstrasse 5b 657291 / 175612      |              |
| 252        | BW   | Datei hochladen                                   | Wohn- und Geschäftshaus (1892)                   | G   | Bahnhofstrasse 10 657113 / 175446           |              |
| 383; 2773  | BW   | Datei hochladen                                   | Bauernhaus am Wald (1790)                        | G   | Mätteli 194, 197 651535 / 176269            |              |
| 463        | BW   | Datei hochladen                                   | Bauernhaus (1598)                                | G   | Hauptstrasse 50 656618 / 175745             |              |
| 487        | BW   | Datei hochladen                                   | Hotel und Restaurant Rebstock (1892)             | G   | Bahnhofstrasse 21 657189 / 175462           |              |
| 528        | BW   | Datei hochladen                                   | Ehemaliges Bauernhaus (2. Hälfte 17. Jh.)        | G   | Brünigen 685 653356 / 178035                |              |
| 563; 2532  | BW   | Datei hochladen                                   | Wohnhaus mit Laden (1902)                        | G   | Rudenz 1 / Schulhausgasse 2 657322 / 175356 |              |
| 604        | BW   | Datei hochladen                                   | Käsespeicher (1762)                              | G   | Lauenen 467 652380 / 175296                 |              |
| 646        | BW   | Datei hochladen                                   | Wohnhaus (1603)                                  | G   | Kapellen 25 657450 / 175559                 |              |
| 648        | BW   | Datei hochladen                                   | Wohnhaus (1607)                                  | G   | Rudenz 12 657361 / 175265                   |              |
| 741        | BW   | Datei hochladen                                   | Ehemaliges Bauernhaus (1683)                     | G   | Brünigen 688 653330 / 178067                |              |
| 793        | BW   | Datei hochladen                                   | Ehemaliges Schulhaus (1829)                      | G   | Brünigen 678 653295 / 178039                |              |
| 879; 899   | BW   | Datei hochladen                                   | Wohnhaus (1971)                                  | G   | Sandmatten 24, 26 657322 / 175356           |              |
| 953        | BW   | Datei hochladen                                   | Ehemalige Mühle (1674)                           | G   | Steinmühlestrasse 40 657669 / 175353        |              |
| 1048; 1949 | BW   | Datei hochladen                                   | Bauernhaus (1653)                                | G   | Wilerliweg 5, 7 658265 / 174995             |              |
| 1091       | BW   | Datei hochladen                                   | Wohn- und Geschäftshaus (1893)                   | G   | Bahnhofstrasse 8 657097 / 175448            |              |
| 1134       | BW   | Datei hochladen                                   | Ehemaliges Bauernhaus (um 1660)                  | G   | Brünigen 680 653308 / 178048                |              |
| 1134       | BW   | Datei hochladen                                   | Waschhaus (Mitte 18. Jh.)                        | G   | Brünigen 681 653325 / 178036                |              |
| 1163       | BW   | Datei hochladen                                   | Wohnhaus mit Laden (1902)                        | G   | Rudenz 13 657369 / 175286                   |              |
| 1185; 1268 | BW   | Datei hochladen                                   | Wohnhaus (1974)                                  | G   | Sandstrasse 39, 41 657831 / 174945          |              |
| 1208; 1225 | BW   | Datei hochladen                                   | Ehemaliges Bauernhaus (2. Hälfte 17. Jh.)        | G   | Brünigen 696, 697 653357 / 178081           |              |
| 1255       | ja   | Datei hochladen                                   | Ehemaliges Hotel Anderegg (1893/1901)            | G   | Hauptstrasse 4 656987 / 175510              |              |
| 1267; 1269 | BW   | Datei hochladen                                   | Wohnhaus (1587)                                  | G   | Kapellen 15, 17 657429 / 175574             |              |
| 1328       | BW   | Datei hochladen                                   | Wohnhaus (1898)                                  | G   | Kirchgasse 24 657352 / 175562               |              |
| 1339       | BW   | Datei hochladen                                   | Wohnhaus (1899)                                  | G   | Schulhausgasse 8 657373 / 175418            |              |
| 1395       | BW   | Datei hochladen                                   | Wohnhaus (1894)                                  | G   | Steinsägestrasse 12 657655 / 175215         |              |
| 1401       | BW   | Datei hochladen                                   | Bauernhaus mit Scheune (1833)                    | G   | Mätteli 199 651576 / 176285                 |              |
| 1510       | BW   | Datei hochladen                                   | Wohnhaus mit Laden (1892)                        | G   | Bahnhofstrasse 9 657135 / 175473            |              |
| 1646       | BW   | Datei hochladen                                   | Einfamilienhaus (1965)                           | G   | Eyeltiweg 18 655907 / 176487                |              |
| 1725       | BW   | Datei hochladen                                   | Wohnhaus (1898)                                  | G   | Kreuzgasse 10 657359 / 175399               |              |
| 1818       | BW   | Datei hochladen                                   | Ehemaliges Bauernhaus (18. Jh.)                  | G   | Zaun 543 651082 / 175597                    |              |
| 1853       | BW   | Datei hochladen                                   | Wohnhaus mit Laden (1892)                        | G   | Bahnhofstrasse 13 657168 / 175468           |              |
| 2034       | ja   | Datei hochladen · Wikidata zu Guthirt (Q55412397) | Römisch-katholische Guthirt-Kirche (1931)        | G   | Hauptstrasse 24 656904 / 175574             |              |
| 2157       | BW   | Datei hochladen                                   | Lange Mauer (1734)                               | G   | Alpbachallee N.N. 657547 / 175467           |              |
| 2714       | ja   | Datei hochladen                                   | Speicher (1637)                                  | G   | Schwarzwaldalp 1571 653197 / 169596         |              |
| 2784       | BW   | Datei hochladen                                   | Bauernhaus (1753)                                | G   | Wilerliweg 12 658381 / 174856               |              |